# Pertti Karppinen

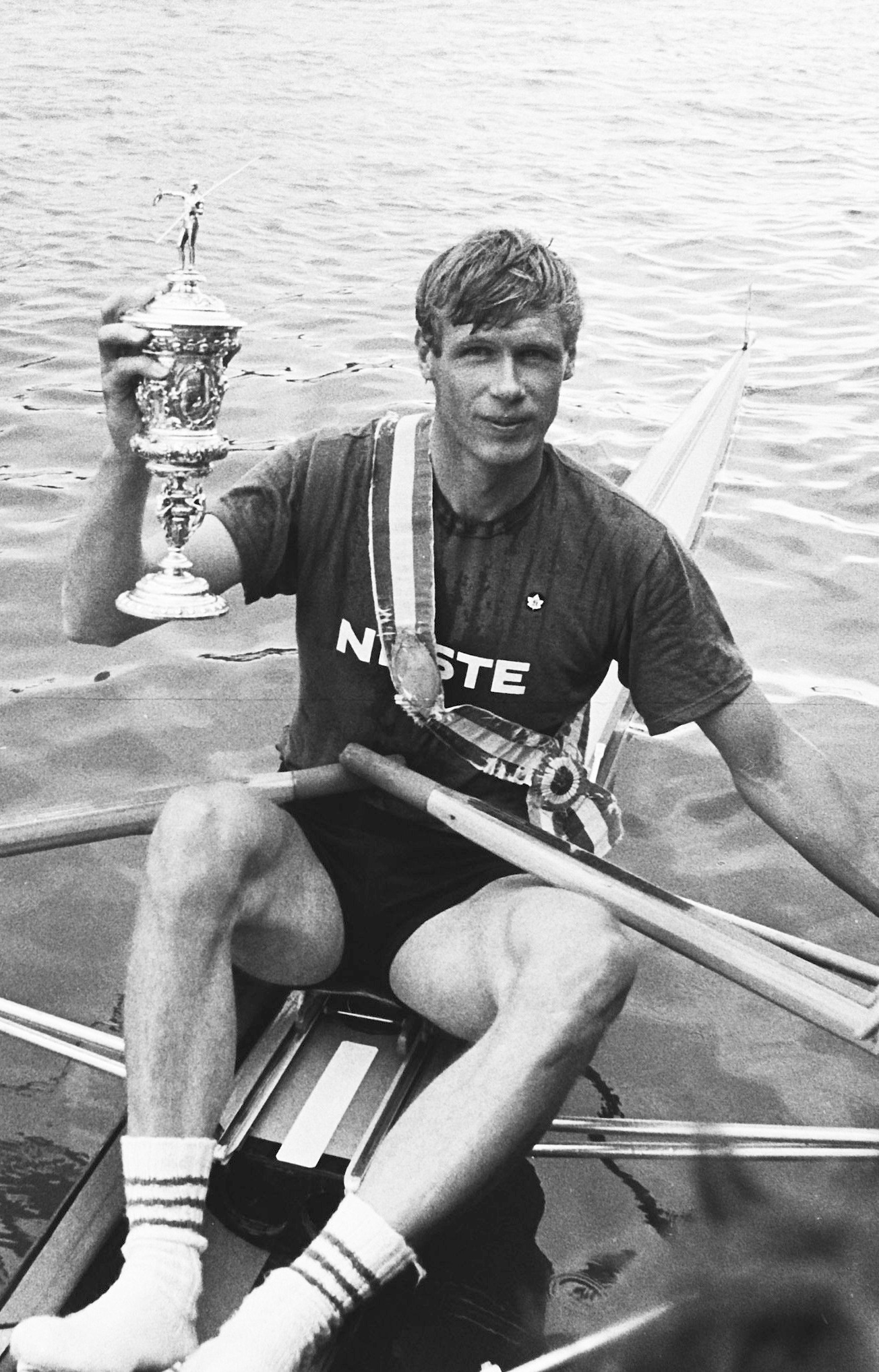
Karppinen s pohárem pro vítěze amsterdamské regaty, červen 1980

Pertti Johannes Karppinen (* 17. února 1953, Vehmaa) je finský veslař, trojnásobný olympijský vítěz ve skifu.
Měří 201 cm a váží kolem sta kilogramů, byl členem klubu Nesteen Soutajat ve městě Naantali. Byl známý svým drtivým finišem — největšího rivala Petera-Michaela Kolbeho předjel v olympijském finále 1976 i 1984 vždy až těsně před cílem (v roce 1980 se jejich souboj neuskutečnil, protože západní Německo moskevskou olympiádu bojkotovalo). Po třech olympijských prvenstvích v řadě skončil sedmý v roce 1988 a desátý v roce 1992. Je dvojnásobným mistrem světa na skifu, s mladším bratrem Reimou získali stříbro na dvojskifu v roce 1981. V letech 1979 a 1980 byl zvolen finským sportovcem roku.